# Maria Grazia Mara
Maria Grazia Mara (Milano, 1923 – Roma, 30 dicembre 2019) è stata una storica italiana, che si è dedicata soprattutto alla storia del cristianesimo e alle scienze patristiche.

## Biografia
Allieva di Alberto Pincherle all'Università di Roma La Sapienza, con cui si laureò nel 1958, lo stesso anno fu nominata sua assistente alla cattedra di storia del cristianesimo. Conseguita la libera docenza nel 1966, dal 1964 al 1975 tenne l'incarico di insegnamento di Letteratura cristiana antica alla Facoltà di Lettere e Filosofia della Sapienza, assieme a quello di Storia del cristianesimo, dal 1969 fino al pensionamento, dopo aver conseguito l'ordinariato. Fu al contempo docente all'Istituto Patristico Augustinianum, fin dagli anni '60.
Professore emerito della Sapienza, già membro del Consiglio generale dell’Association Internationale des Études Patristiques, per anni direttrice di dipartimento nonché coordinatrice del dottorato di ricerca in Storia delle Religioni alla Sapienza, importanti sono stati i suoi studi sulla storia del cristianesimo, la patristica e la patrologia in particolare.
Al suo funerale, tenutosi a Roma il 31 dicembre 2019, ha partecipato in forma privata lo stesso Papa Francesco, amico ed estimatore della studiosa.

## Opere (selecta)
- I martiri della Via Salaria. Introduzione, edizione critica e traduzione delle Passioni di S. Antimo, S. Giacinto, S. Getulio, S. Anatolia, S. Vittoria, Edizioni Studium, Roma, 1964.
- Contributi allo studio della "Passio Anthimi", Edizioni dell'Ateneo, Roma, 1964.
- Introduzione alla letteratura sul martirio, L.U. Japadre Editore, L'Aquila, 1975.
- Problemi di storia del cristianesimo antico e moderno, 2 voll., L.U. Japadre Editore, L'Aquila, 1976-78.
- Paolo di Tarso e il suo epistolario: ricerche storico-esegetiche, L.U. Japadre Editore, L'Aquila, 1983.
- "La filosofia della mente in Agostino" di Gerard O'Daly, Edizioni Augustinus, Roma, 1990.
- Agostino interprete di Paolo, Edizioni Paoline, Roma, 1993.
- Le epistole paoline nei Manichei, i Donatisti e il primo Agostino (con J. Ries, F. Decret, W.H.C. Frend), Edizioni dell'Institutum Patristicum Augustinianum, Roma, 2000.
- Il Vangelo di Pietro, EDB, Bologna, 2003.
- Agostino d'Ippona (con F. Cocchini), Libreria Editrice Vaticana, Città del Vaticano, 2006.
- Ricchezza e povertà nel cristianesimo primitivo, Città Nuova Editrice, Roma, 1998 (EDB, Bologna, 2015).
- "La vigna di Naboth" di Sant'Ambrogio, EDB, Bologna, 2016.